# Антарктический полуостров

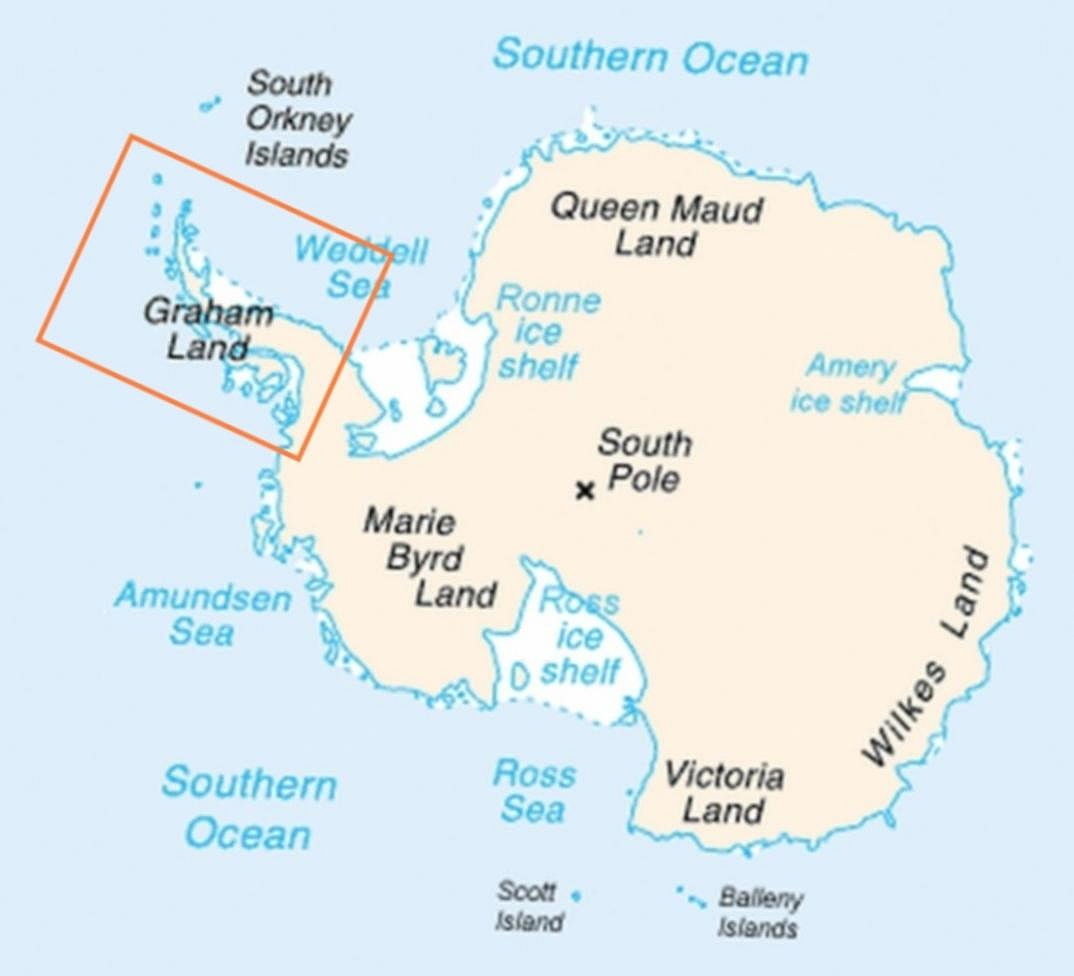
Полуостров на карте Антарктиды

Антаркти́ческий полуо́стров (англ. Antarctic Peninsula) — крупнейший полуостров континентальной Антарктиды, простирающийся к северу от его южной границы (воображаемой линии между мысом Адамс в море Уэдделла и точкой к югу от островов Эклунд в море Беллинсгаузена (от ~74° южной широты)) на почти 1300 километров. Самая северная точка полуострова мыс Прайм-Хед (63°13′ ю. ш. 57°17′ з. д.) является также самой северной точкой материка. Северная часть полуострова (от 68 до 63 параллели) называется землёй Грейама, южная (от 74 до 68 параллели) землёй Палмера. Северная часть земли Грейама протяжённостью около 130 километров, в свою очередь, носит название полуостров Тринити.
Современное название полуостров получил в 1961 году. До этого в картографии разных стран мира он фигурировал под различными названиями, в частности, на американских картах он обозначался, как «Полуостров Палмера», на советских и британских — «Земля Грейама», на аргентинских — «Земля Сан-Мартина». В Чили полуостров официально называется «Землёй О’Хиггинса».
В 1000 километров к северу от полуострова через пролив Дрейка находится архипелаг Огненная Земля.
Высота ледникового плато полуострова достигает 1500—2000 метров над уровнем моря. На полуострове и прилегающих к нему островах расположены множество научно-исследовательских станций.

## География

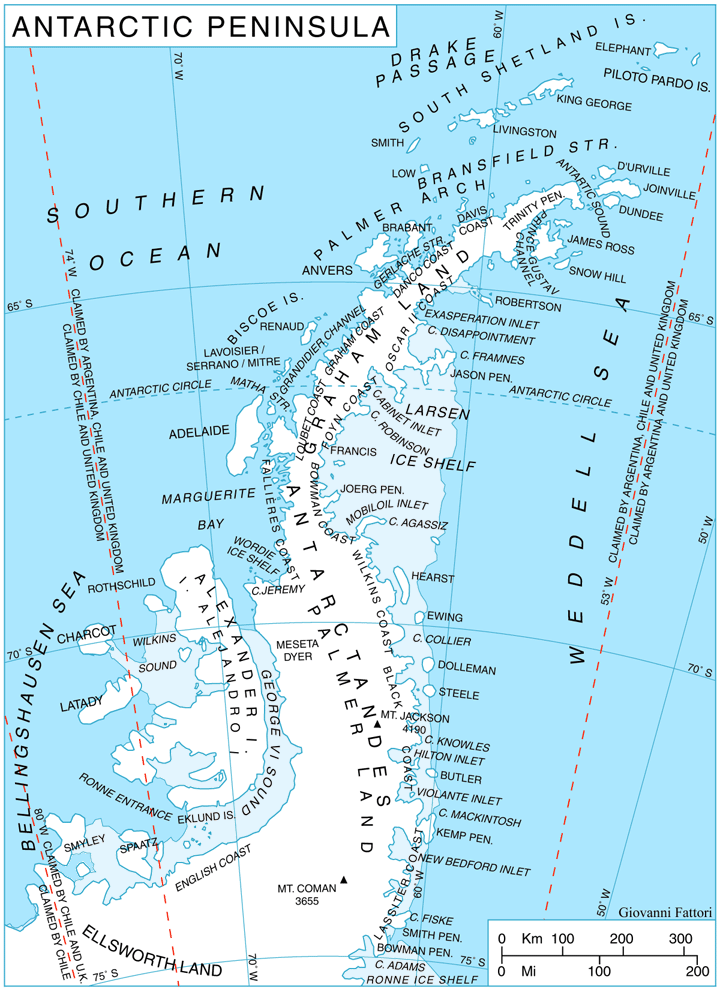
Карта Антарктического полуострова

Антарктический полуостров, по сути, представляет собой протянувшуюся с севера на юг горную цепь, по своей геоморфологии являющуюся продолжением южноамериканских Анд. Этот факт является основой территориальных претензий на полуостров со стороны Аргентины и Чили. Центральную часть полуострова занимает ледниковое плато, высота которого от 1500 до 2000 метров. Высшая точка полуострова — гора Джексон — 3184 метра над уровнем моря. Другими заметными вершинами являются горы Коман, Гилберт, Уильям, Оуэн, Скотт и Кастро. Вдоль западного и восточного побережья полуострова находятся значительные по площади шельфовые ледники, в которые стекают ледники материковые. Наиболее крупными из них являются шельфовые ледники Ларсена и Ронне (на востоке), Георга VI, Уорди, Баха и Уилкинса на западе. Часть побережья полуострова, особенно его северо-западную часть, занимает антарктическая тундра.
С запада полуостров омывается водами моря Беллинсгаузена, с севера водами моря Скоша, с востока морем Уэдделла. Многочисленные острова вблизи полуострова преимущественно покрыты льдом и снегом и соединены с ним паковым льдом. От группы островов Жуэнвиль на севере полуостров отделён Антарктическим проливом, а пролив Георга VI отделяет его от самого большого острова Антарктики — Земли Александра I. Пролив Жерлаш разделяет Антарктический полуостров и архипелаг Палмер, расположенный у его западных берегов. Пролив Лемера отделяет полуостров от острова Бут.
Расположенный вблизи Антарктического полуострова остров Лактионова назван иностранными исследователями в честь советского океанолога Александра Фёдоровича Лактионова (1899—1965).

## Климат
Климат Антарктического полуострова является самым мягким на всём континенте. Наиболее тёплый месяц — январь, со средними температурами +1-2 °C. Самый холодный месяц — июнь, с температурами −15-20 °C. Климат западного побережья полуострова характеризуется как морской антарктический и является наиболее мягким. В этой части температуры превышают отметку 0 °C на протяжении 3-4 месяцев в году, а зимой редко опускаются ниже −10 °C. На западном побережье южнее 68 параллели, а также на северо-восточном побережье полуострова среднемесячные температуры превышают 0 °C лишь 1-2 месяца, а средние температуры зимой составляют около −15 °C. Наиболее холодным климатом характеризуется юго-восточная часть полуострова.
Количество осадков в разных районах полуострова сильно различается. Вдоль западного побережья, от крайней северной точки до 68 параллели годовой уровень осадков составляет от 350 до 500 мм. Довольно значительная часть этих осадков выпадает в летние месяцы в виде дождя. На юге западного побережья и на северо-восточном побережье уровень осадков составляет обычно менее 350 мм в год. В восточной части полуострова годовой уровень осадков насчитывает лишь 100—150 мм. Для сравнения, субантарктические острова обычно имеют уровень осадков от 1000 до 2000 мм в год, тогда как внутренние районы Антарктиды получают менее 100 мм.

### Палеоклиматические условия
В связи с вопросами, связанными с глобальным изменением климата, Антарктический полуостров и прилегающие районы моря Уэдделла и его тихоокеанского континентального шельфа на протяжении последних нескольких десятилетий были предметом интенсивных геологических, палеонтологических и палеоклиматических исследований. Совместное изучение гляциологии ледникового покрова полуострова, а также палеонтологии, седиментологии, стратиграфии, структурной геологии и вулканологии гляциальных и негляциальных отложений позволили реконструировать палеоклиматические условия и колебания ледникового покрова за последние 100 миллионов лет. Эти исследования показали значительные изменения климата региона до того как он достиг своего современного положения вблизи Южного полярного круга в меловом периоде.
Ископаемая группа Блафф, обнаруженная как на Антарктическом полуострове, так и на острове Александра I, включающая палеопочвы и ископаемые растения, даёт нам детальную информацию о климатических условиях времён альбского яруса меловой системы. Данная ископаемая группа, составляющая сегодня основу полуострова, откладывалась в доисторических поймах и дельтах, а также включает в себя различные морские осадки. По ископаемым растениям и почвам можно сказать, что климат региона был в целом тёплым и влажным. Лето было относительно более засушливым, чем зима. Реки были постоянными, иногда испытывали сильные наводнения, причиной которых было большое количество осадков. Пик тёплого климата пришёлся на середину верхнего мела. Ископаемые остатки растений коньякского, сантонского, начала кампанского ярусов свидетельствуют о тёплом умеренном или субтропическом климате с достаточным количеством осадков и без длительных периодов с температурами ниже 0 °C.
После температурного максимума климат заметно холоднеет, как на глобальном, так и на региональном уровне, что можно заметить по окаменелостям деревьев Антарктического полуострова. Климат вновь теплеет в палеоцене и раннем эоцене, что также отражается в ископаемых растениях. С раннего эоцена климат вновь становится холодным и влажным. Детальные исследования показали, что ледниковый покров Антарктиды образовывался в ходе постепенного похолодания климата региона на протяжении последних 37 млн лет. Антарктический полуостров был последним регионом континента, полностью покрывшимся ледниковым щитом. Горные ледники на полуострове начали образовываться в позднем эоцене, около 37-34 млн лет назад, а ледниковый покров образуется лишь около 12,8 млн лет назад. В четвертичном периоде западноантарктический ледниковый покров изменяется вслед за сменой ледниковых периодов и межледниковий. Во время ледниковых периодов он был заметно толще его современного состояния и простирался вплоть до границы шельфа. Во время межледниковий ледяной покров намного тоньше, а его площадь значительно меньше.
Во время последнего ледникового максимума, около 20-18 тысяч лет назад, ледниковый покров также был заметно толще, чем сегодня и за исключением нескольких нунатаков, покрывал весь Антарктический полуостров, близлежащие острова и почти всё море Уэдделла. В ходе межледниковья, 18-6 тысяч лет назад, шельфовый ледник заметно отступил. Отступление ледников в некоторых районах Антарктического полуострова продолжалось до периода 3-4 тысяч лет назад; около 3000 лет назад климат региона вновь стал более холодным.

### Изменение климата
Глобальное потепление оказывает заметное воздействие на климат полуострова; только за вторую половину XX века среднегодовая температура выросла на 2,5 °C. На шельфе близ Антарктического полуострова находится ледник Ларсена, размеры которого в последние годы резко сократились.

## История

### Открытие и название
Антарктический полуостров был открыт 30 января 1820 года (всего через два дня после того, как Первая русская антарктическая экспедиция под руководством Фаддея Беллинсгаузена и Михаила Лазарева открыла шельфовый ледник, стекающий с Берега Принцессы Марты) британским мореплавателем Эдвардом Брансфилдом, который картографировал его северо-восточную оконечность и дал ей название «Земля Тринити» в честь Trinity House. По мнению историка Роланда Хантворда, именно «Так была открыта Антарктида».
16 ноября 1820 года северное побережье Антарктического полуострова было ещё раз замечено американцем Натаниэлем Палмером. В январе 1821 года экспедицией Беллинсгаузена была открыта Земля Александра I (крупнейший остров в Антарктике, вплоть до 1941 года считавшийся частью полуострова). В феврале 1832 года британским мореплавателем Джоном Биско к северо-востоку от Земли Александра I была замечена земля, которая позже получила название Земля Грэйама (в честь первого лорда британского Адмиралтейства Джеймса Грейама). В феврале 1838 года французский мореплаватель Дюмон-Дюрвиль переименовал полуостров Тринити в Землю Луиса Филиппа (фр.  Terre Louis Philippe), ошибочно полагая, что она отделена от полуострова проливом Orléans Channel.
Первой научно-исследовательской экспедицией, работавшей в окрестностях Антарктического полуострова, стала Шведская антарктическая экспедиция под руководством Отто Норденшельда (1901—1904), которая, помимо выполнения обширной научной программы, исследовала цепь островов к востоку от земли Грейама. В 1934-37 годах британская экспедиция «Земля Грэйама» под руководством Джона Раймилла, исследовавшая часть полуострова и проводившая аэрофотосъёмку, доказала, что Земля Грэйама является не отдельным архипелагом, а частью Антарктического полуострова. Значительный вклад в исследование полуострова внесли также экспедиции Ричарда Бёрда (1939—1941) и Финна Ронне (1946—1948).
В 1961 году 10-й Тихоокеанский научный конгресс рекомендовал присвоить полуострову название «Антарктический». В 1964 году это решение поддержали профильные ведомства Великобритании и США. Таким образом был решен давний спор между британцами, использовавшими в отношении этой территории название «Земля Грэйама», и американцами, называвшими её «Полуостровом Палмера» или «Землёй Палмера». С этого момента название «Земля Грэйама» используется для части Антарктического полуострова севернее линии между мысами Джереми и Агассис, а название «Земля Палмера» — для части, расположенной южнее этой линии. Однако в Чили полуостров и после этого нередко упоминается как «Земля О’Хиггинса», а в Аргентине как «Тьерра-де-Сан-Мартин».

### Исследовательские станции

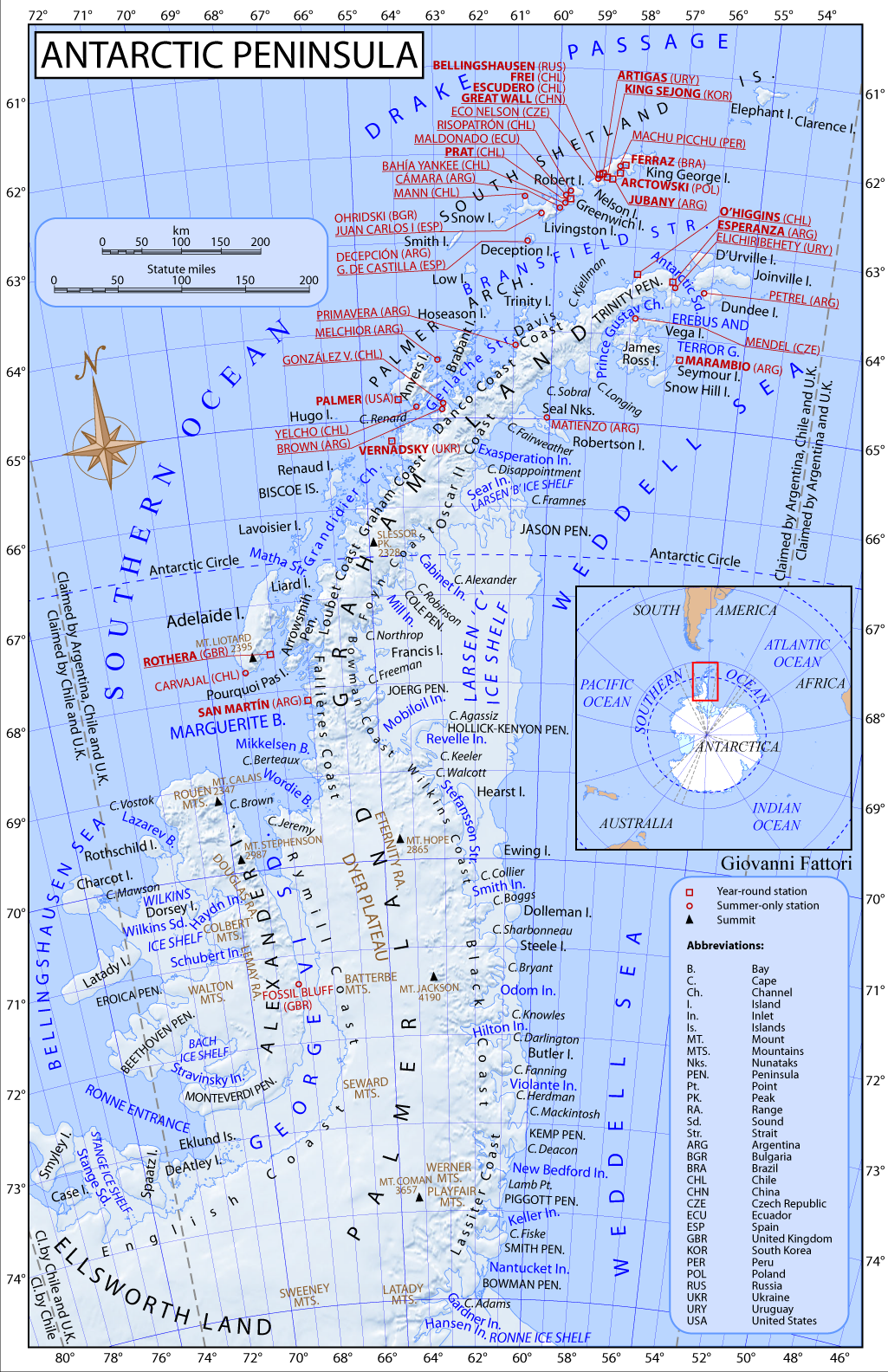
Исследовательские станции на Антарктическом полуострове и прилегающих островах

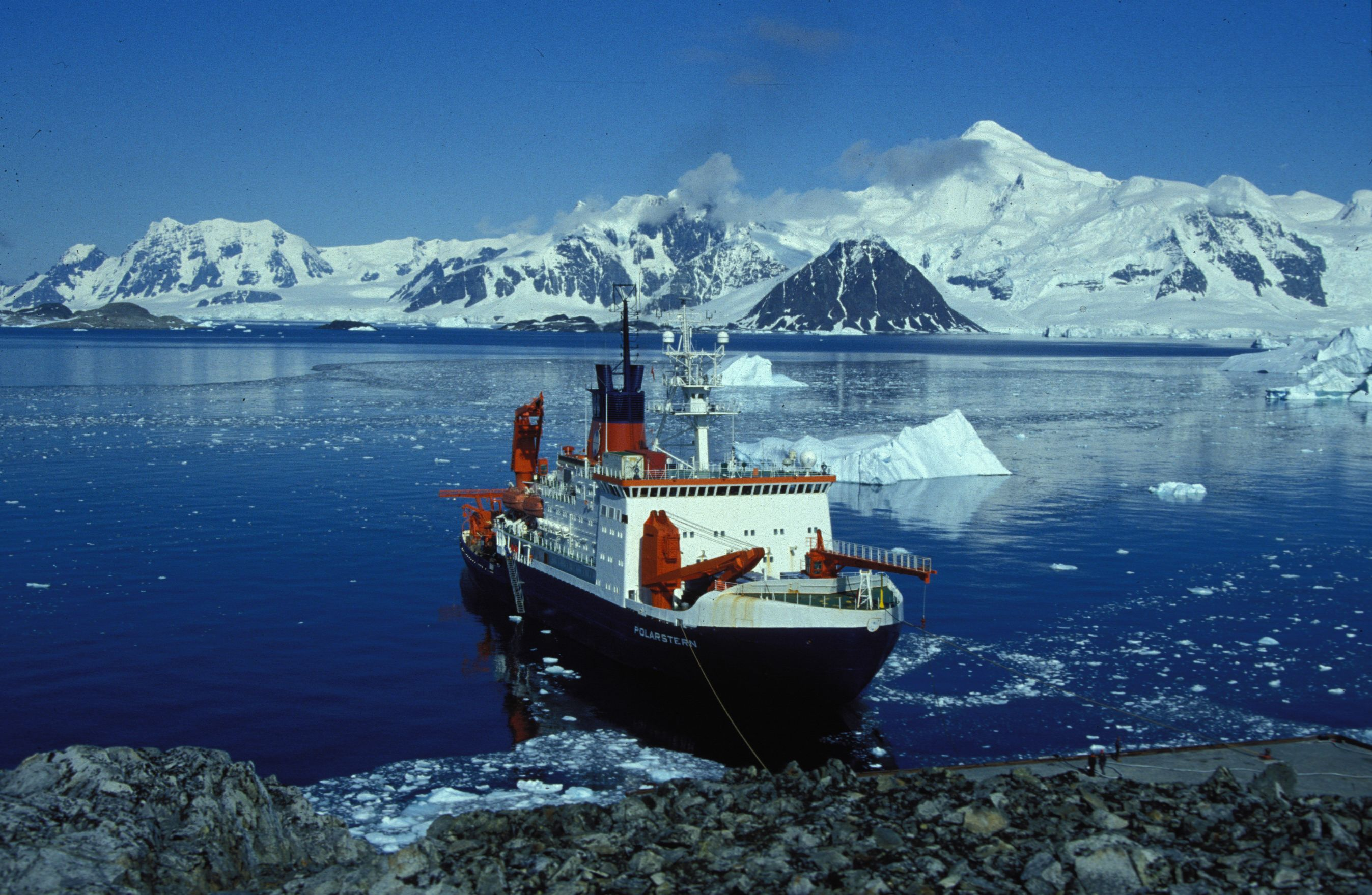
Исследовательское судно близ антарктической станции Ротера

На Антарктическом полуострове и прилегающих островах отмечается самая высокая концентрация исследовательских станций во всей Антарктиде, что объясняется мягким климатом этого региона. Кроме того, острова, лежащие вблизи полуострова, чаще всего посещаются туристическими судами. Исследовательские станции на полуострове и островах включают: Хенераль-Бернардо-О’Хиггинс (Чили), Беллинсгаузен (Россия), Команданте Феррас (Бразилия), Ротера (Великобритания), Сан-Мартин (Аргентина), Марамбио (Аргентина), Эсперанса (Аргентина), Капитан-Артуро-Прат (Чили), Арцтовский (Польша), Палмер (США), Чанчэн (Китай), Академик Вернадский (Украина). Имеется также множество заброшенных станций разных государств. Образцы ледяных кернов и осадков с полуострова используются для изучения различных климатических изменений, в том числе таких событий как Малый ледниковый период.
Аргентинская исследовательская станция Эсперанса является местом рождения Эмилио Пальмы — первого человека, родившегося в Антарктиде.

## Флора и фауна
В Антарктиде растут всего два вида цветковых растений — луговик антарктический и колобантус кито, их ареал ограничен северо-западной частью Антарктического полуострова. Помимо цветковых растений в Антарктиде также растут около 200 видов лишайников и более 100 видов мхов. Многие растения Антарктиды встречаются в скалистых приморских и влажных местах обитания и, как правило, предпочитают субантарктические острова, где климат и среда обитания менее суровы.
В 2022 году была обнаружена крупная подлёдная экосистема на глубине более 500 метров под поверхностью.
Площадь антарктических пустынь на западном побережье полуострова — 400 км². В результате глобального потепления на Антарктическом полуострове начала активно формироваться тундра. По прогнозам ученых, через 100 лет в Антарктиде могут появиться первые деревья. 
На Антарктическом полуострове гнездится доминиканская чайка. Свои гнёзда эти птицы строят с применением таких растений, как антарктический луговик, используют несколько видов лишайника, мха и водорослей, причем эти материалы нередко приходится доставлять издалека, поскольку вблизи мест гнездования их обычно не найти. «Задокументированы переносы чайками растительности из мест произрастания на абсолютно голые скалы, в том числе на весьма дальние расстояния, из разных изолированных друг от друга экосистем. Строго говоря, доминиканская чайка — основной агент расселения местной наземной флоры, главный садовник Антарктики, её стихийный селекционер».